# Enka (Unternehmen)
Enka ist ein 1969 gegründeter deutscher Hersteller von Viskosefasern, der zur International Chemical Investors Group gehört und aus der Vereinigte Glanzstoff-Fabriken AG hervorgegangen ist. 
Den Vertrieb übernimmt die ENKA International LUX SE & Co. KG mit Sitz in Wuppertal. Das Unternehmen produziert im Industrie Center Obernburg und im polnischen Gorzów Wielkopolski.

## Geschichte

### Vorgeschichte

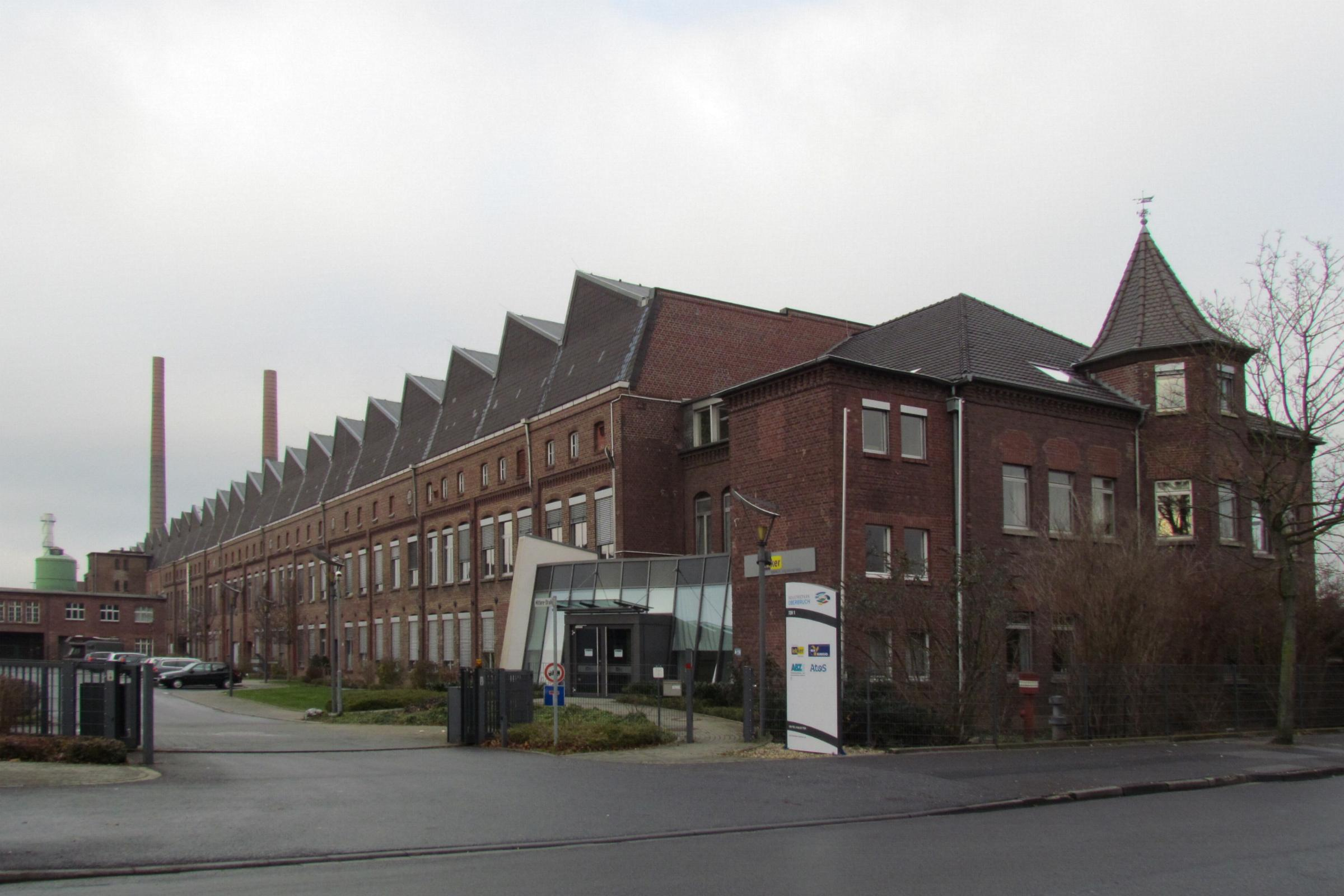
Ehemalige Gebäude der Glanzstoff und Enka im BizzPark Oberbruch, 2012

Enka entstand aus der 1899 gegründeten Vereinigte Glanzstoff-Fabriken AG. Deren Gründer Fremery und Urban erkannten das Potential der Kunstseide, erwarben 1911 das Viskose-Patent und brachten es im Oberbrucher Werk zur Produktionsreife. Ab 1924 wurde in Obernburg das Viskose-Verfahren praktiziert. 1929 schlossen sich die Vereinigte Glanzstoff-Fabriken AG und die 1913 in Arnhem gegründete Nederlandse Kunstzijdefabriek (kurz NK, gesprochen ‚Enka‘) zur Algemeene Kuntzijde Unie N.V. (AKU) zusammen, die bis zu deren Verkauf 1948 auch die amerikanischen Werke in Elizabethton führte.
In den Jahren nach dem Zweiten Weltkrieg hatte sich das Werk in Heinsberg-Oberbruch zu einem führenden Produktionsstandort für Chemiefasern entwickelt. Damit stiegen die Anforderungen an Spinndüsen, sodass aus der Spinndüsen-Werkstatt eine eigene Abteilung entstand. 1978 wurden das Spinnereizentrum und das Physiklabor zur Abteilung Enka Tecnica zusammengelegt, die über die Vertriebskanäle der Barmag AG ihre Produkte verkaufte. 1998 entstand daraus die Enka Tecnica GmbH, die seit 2015 zu Reifenhäuser Gruppe gehört.

### Seit der Gründung

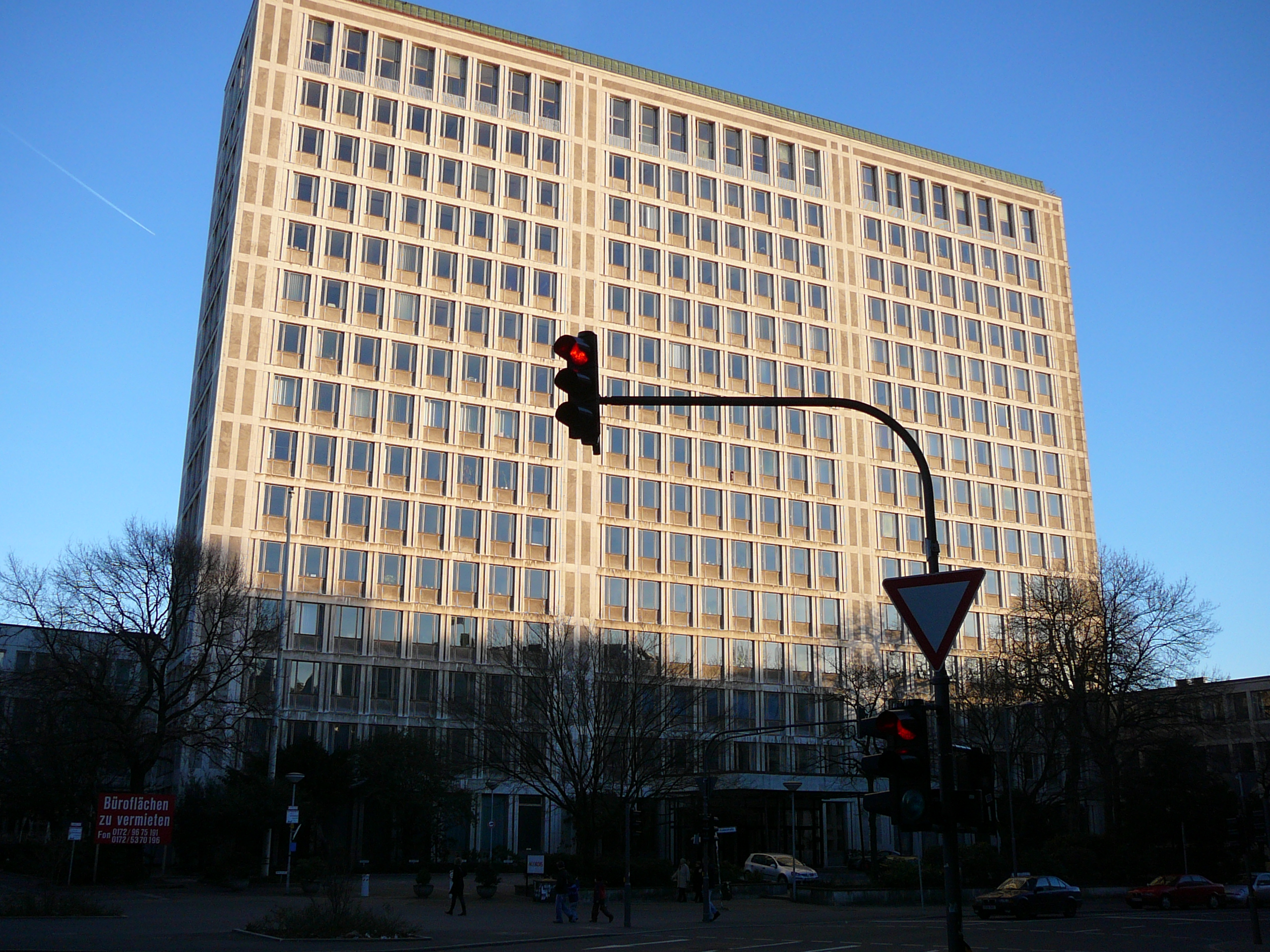
Glanzstoff-Hochhaus im Wuppertaler Stadtteil Elberfeld, bis 2007 Sitz der Enka

1969 wurde von der AKU nach mehreren weiteren Fusionen der Name Enka wieder eingeführt, es entstand die Enka GmbH. In das neue Unternehmen gingen auch die Werke und Gebäude der Glanzstoff ein, darunter das Stammwerk in Oberbruch, die Werke in Niedermorschweiler, Obernburg, Kassel-Bettenhausen (Spinnfaser AG, 1935–1984) und Kelsterbach sowie das Glanzstoff-Hochhaus in Wuppertal-Elberfeld.
In den 1970er Jahren wurde Enka als Enka AG zur Produktion von zellulosischem Endlosgarn als Tochterfirma in das niederländische Chemieunternehmen Akzo, später AkzoNobel, eingegliedert. 1983 ging die Enka AG mit dem japanischen Unternehmen Toho Rayon ein Lizenzabkommen für die Produktion von Kohlenstofffasern ein, mit Oberbruch als Produktionsstandort ab 1986. Daraus entstand die Teijin Carbon Europe GmbH, die noch heute in Oberbruch produziert und mit ihrer Verwaltung im Glanzstoff-Hochhaus in Wuppertal sitzt. 1990 kaufte Enka das Werk des VEB ‚Clara Zetkin‘ Elsterberg in der ehemaligen DDR, entließ die meisten Mitarbeitenden und modernisierte es mit Fördergeldern. 1999 kam das Werk im polnischen Gorzów Wielkopolski hinzu, während das Werk in Kelsterbach im Jahr 2000 geschlossen wurde. 1998 übernahm AkzoNobel den britischen Faser- bzw. Farben- und Lackhersteller Courtaulds Ltd., schloss die Faseraktivitäten von Courtaulds mit den eigenen zusammen und verkaufte diese 1999 als neues Unternehmen mit Namen Acordis.
Für Acordis produzierten 19.000 Mitarbeiter an 25 Standorten in acht Ländern rund um den Globus Chemiefasern und Spezialprodukte für technische, textile, medizinische und hygienische Anwendungen. Enka blieb mit ihren vier Produktionsstandorten in Obernburg, Oberbruch, Elsterberg und Gorzow ein selbstständiger Bestandteil der Acordis-Gruppe.
2005 übernahm die International Chemical Investors Group die Enka GmbH & Co. KG, deren Werke in Obernburg, Oberbruch, Elsterberg, Gorzow und die Verwaltung in Wuppertal sowie deren mehr als 1000 Mitarbeiter. 2007 schloss Enka das Werk in Oberbruch mit 150 Mitarbeitern. 2009 folgte die Schließung des Werks in Elsterberg mit 350 Angestellten, zugunsten des Werks in Obernburg.
Im Januar und Februar 2025 gab das Unternehmen kurzzeitig bekannt, dass die Produktion am Standort Obernburg bis Ende September 2025 eingestellt würde. Als Gründe wurden vor allem Wettbewerbsnachteile gegenüber der Konkurrenz aus Indien und China genannt. Von der Schließung des Werkes wären 237 Arbeitsplätze betroffen gewesen. Ende Februar 2025 wurde die Entscheidung revidiert. Man habe von einem einzelnen Auftraggeber einen Großauftrag erhalten, der eine „hohe Grundauslastung der Produktionskapazität“ bis 2027 sichere. 2025 verfügt Enka über eine Produktionskapazität von rund 8.000 Jahrestonnen Viskosefilamentgarn.